# Малозименово
Малозименово (укр. Малозименове) — село, относится к Великомихайловскому району Одесской области Украины.
Население по переписи 2001 года составляло 248 человек. Почтовый индекс — 67132. Телефонный код — 8-04859. Занимает площадь 0,82 км². Код КОАТУУ — 5121686004.

## Местный совет
67132, Одесская обл., Великомихайловский р-н, с. Цибулевка, переул. Победы, 2